# Rzeszów Osiedle
Rzeszów Osiedle – przystanek kolejowy zlokalizowany w południowej części Rzeszowa. Przebiegają przez niego 2 tory: linia 106 Rzeszów Główny–Jasło oraz bocznica WSK PZL Rzeszów. Kasa oraz poczekalnia były czynne do 11 grudnia 2004. Po ich zamknięciu stacja stała się głównie miejscem spotkań towarzyskich. Około roku 2006 budynek został podpalony. W 2012 roku, w związku z remontem linii i wzrostem liczby pociągów, wybudowany został peron.

## Ruch pasażerski
| Rok  | Wymiana pasażerska na dobę |
| ---- | -------------------------- |
| 2017 | 20-49                      |
| 2022 | 150-199                    |